# プログレスM-61
プログレスM-61（Progress M-61）は2007年8月2日に打ち上げられたプログレス補給船。国際宇宙ステーションへの補給活動に使用され、バージョンはProgress-M 11F615A55、シリアル番号は361。NASAによる名称はプログレス26（Progress 26 略称: 26P）。

## 飛行記録
2007年8月2日17時33分47秒（GMT、以下同）、バイコヌール宇宙基地のSite 1/5からソユーズ-Uロケットによって打ち上げられた。M-61は8月5日18時40分ピアースモジュールにドッキングし、約5ヶ月後の2007年12月22日3時59分にドッキングを解除した。その後軌道離脱に先立って1ヶ月間、プラズマ・プログレス計画の一環として技術実験研究を行った。2008年1月22日19時6分に軌道を離脱し、太平洋上空で大気圏突入し燃え尽きた。約19時51分にM-61の破片が海に着水した。
M-61は宇宙ステーションに推進薬、水、食料、宇宙飛行士用の酸素、科学研究器具を含めた物資計2,318kgを輸送した。